# Лакедемон (митология)
Лакедемон (на гръцки: Λακεδαιμων или Λακεδαιμωνία) в древногръцката митология е син на Зевс и плеядата Тайгета. Бил женен за дъщерята на Еврот Спарта и е баща на Амикъл и Евридика (за която се оженил Акрисий, не е Евридика на Орфей).
Лакедемон е митологичен цар на Древна Спарта, известна също и като държавата Лакедемон (Лакония) по неговото име. Намирала се е югоизточната част на Пелопонес, днешна Лакония. Докато името Спарта се отнася до самия град, Лакедемон има по-широко значение и се употребявало от гражданите на Спарта, за да означават било града, било държавата, особено в отношенията си с другите гръцки градове. „Лакедемонци“ се използва най-често за спартанските войници. В Троянската война те са предвождани от Менелай и участват с 60 кораба на страната на гърците (виж. „Списък на корабите“)
Лакедемон построил светилището на харитите, което се намира между Спарта и Амикла.